# 観音寺 (高岡市)
観音寺（かんのんじ）は、富山県高岡市にある曹洞宗の寺院。

## 概要
小矢部川と並行する富山県道32号小矢部伏木港線沿いに位置する。
1965年（昭和40年）1月1日、木造観世音菩薩立像が富山県指定文化財に指定された。

## 文化財
- 木造観世音菩薩立像（富山県指定文化財）